# Miriam Vogt
Miriam Vogt, nemška alpska smučarka, * 20. marec 1967, Starnberg.
Največji uspeh kariere je dosegla na Svetovnem prvenstvu 1993, kjer je osvojila naslov svetovne prvakinje v kombinaciji. Dvakrat je nastopila na olimpijskih igrah. V svetovnem pokalu je tekmovala petnajst sezon med letoma 1986 in 2001 ter dosegla eno zmago in še sedem uvrstitev na stopničke. V sezoni 1992 je osvojila drugo mesto v kombinacijskem in tretje v smukaškem seštevku, sezono za tem pa četrto mesto v skupnem seštevku svetovnega pokala. 